# Japans herrlandslag i ishockey
Japans herrlandslag i ishockey representerar Japan i ishockey för herrar. Första matchen spelades den 24 januari 1930 i Prag, och förlorades med 2-13 mot det dåvarande Tjeckoslovakien .
Då orten Nagano i Japan arrangerade Olympiska vinterspelen 1998 deltog Japan i OS-ishockeyturneringen som direktkvalificerat hemmalag, och slutade på 13:e plats av 14 deltagande lag. Åren 1998-2004 spelade Japan alltid i A-VM, eftersom Fjärran Östern då hade ett kval. Japan vann detta kval samtliga gånger. 2011 tvingades Japan att dra sig ur VM Division I i Ungern på grund av tsunami- och Fukushimakatastrofen.

## VM-statistik

### 1930-2006
| VM-Turneringar    | Matcher | Segrar | Oavgjorda | Förluster | Gjorda mål | Insläppta mål | Poäng |
| ----------------- | ------- | ------ | --------- | --------- | ---------- | ------------- | ----- |
| A-VM              | 65      | 10     | 7         | 48        | 176        | 419           | 27    |
| B-VM/Division I   | 168     | 65     | 13        | 90        | 648        | 735           | 143   |
| C-VM/Division II  | 28      | 22     | 3         | 3         | 237        | 54            | 47    |
| D-VM/Division III | 0       | 0      | 0         | 0         | 0          | 0             | 0     |

### 2007-
| VM-Turneringar | Matcher | Segrar | Förluster | Sudden deaths-/Straffläggningssegrar | Sudden deaths-/Straffläggningsförluster | Gjorda mål | Insläppta mål | Poäng |
| -------------- | ------- | ------ | --------- | ------------------------------------ | --------------------------------------- | ---------- | ------------- | ----- |
| VM             | 0       | 0      | 0         | 0                                    | 0                                       | 0          | 0             | 0     |
| Division I     | 50      | 22     | 22        | 2                                    | 4                                       | 152        | 143           | 74    |
| Division II    | 0       | 0      | 0         | 0                                    | 0                                       | 0          | 0             | 0     |
| Division III   | 0       | 0      | 0         | 0                                    | 0                                       | 0          | 0             | 0     |

- ändrat poängsystem efter VM 2006, där seger ger 3 poäng istället för 2 och att matcherna får avgöras genom sudden death (övertid) och straffläggning vid oavgjort resultat i full tid. Vinnaren får där 2 poäng, förloraren 1 poäng.

## Profiler
- Yutaka Fukufuji